# Norbergs församling
Norbergs församling var en församling i Västerås stift och i Norbergs kommun i Västmanlands län. Församlingen uppgick 2010 i Norberg-Karbennings församling.

## Administrativ historik
Församlingen har medeltida ursprung. Senast 1661 utbröts Västanfors församling.
Församlingen var till 1811 i pastorat med Västanfors församling för att därefter till en tidpunkt före 2003 utgöra ett eget pastorat. Från en tidpunkt före 2003 till 2010 moderförsamling i pastoratet Norberg och Karbenning. Församlingen uppgick 2010 i Norberg-Karbennings församling.

## Organister
| Verksam   | Namn                      | Levnadstid |
| --------- | ------------------------- | ---------- |
| 1960–1964 | Carl Johan Yngve Welander | 1926–      |

## Kyrkor
- Norbergs kyrka